# マン・フロム・トロント
『マン・フロム・トロント』(The Man from Toronto) は、パトリック・ヒューズが監督し、ケヴィン・ハート、ウディ・ハレルソン、ケイリー・クオコ、エレン・バーキン、山下智久が出演するアメリカ合衆国のアクションコメディ映画。
2021年9月17日にソニー・ピクチャーズ・リリーシングによって公開される予定だったが、COVID-19によるパンデミックの余波で中国を除く公開権をNetflixが取得した。

## あらすじ
Airbnbに滞在中、お互いのことをよく知らぬまま、ドジな男と殺し屋がチームを組むことを余儀なくされてしまう。

## キャスト
- グレイム - ケヴィン・ハート（日本語吹替: 高木渉）
- ランディ / "トロントの男" - ウディ・ハレルソン（日本語吹替: 内田直哉）
- ロリ - ジャスミン・マシューズ（日本語吹替: 武田華）
- アン - ケイリー・クオコ（日本語吹替: 生天目仁美）
- マイアミから来た男 - ピアソン・フォーデ
- ハンドラー - エレン・バーキン（日本語吹替: 小宮和枝）
- リーラ・ローレン
- ケイト・ドラモンド
- マン・フロム・トーキョー - 山下智久

その他のキャスト: 黒沢剛史、吉田麻実、綿貫竜之介、佐久間元輝、多田啓太、井上明子、中西正樹、手塚ヒロミチ、浅科准平、佐々木祐介、赤坂柾之、岡本幸輔、喜多田悠、江頭宏哉、野坂尚也、野路ももこ、櫻庭有紗、愛ともえ

## 製作

### 企画
2020年1月、ロビー・フォックスの脚本『The Man from Tronto』を、ジェイソン・ブルメンタール、トッド・ブラック、ビル・バナーマン、スティーヴ・ティッシュがエスケイプ・アーティスツを通じて制作し、パトリック・ヒューズが監督、ソニー・ピクチャーズ・リリーシングが配給することが発表された。

### キャスティング
ジェイソン・ステイサムとケヴィン・ハートが映画の主演になることが2020年1月に発表された 。しかし、同年3月、ステイサムは、映画の方向性とレイティングについてプロデューサーと衝突したことで、撮影の6週間前に突然プロジェクトを降板してしまった。代役として、ウディ・ハレルソンが選ばれた。4月にはケイリー・クオコがキャストに追加され 、5月にはピアソン・フォーデがキャストに追加された。さらに、10月にはジャスミン・マシューズ、エレン・バーキン、リーラ・ローレン、山下智久が追加された。

### 撮影
撮影は2020年4月にアトランタで開始される予定だったが 、3月にはCOVID-19による世界的大流行により製作が休止された 。
撮影自体は、製作休止を経て2020年10月12日にトロントで始まった。撮影監督はロブ・ハーディ。

### 音楽
本作の音楽はラミン・ジャヴァディが担当する。

## 公開
本作は2020年11月20日に公開される予定だった 。2020年4月24日、COVID-19のパンデミックにより、公開日は2021年9月17日へと変更された。
しかし、2021年3月、ソニー・ピクチャーズが映画『ヴェノム:レット・ゼア・ビー・カーネイジ』を2021年9月17日に公開すると決定したため、公開日は一時白紙となった。その後、2021年4月、本作が2022年1月14日に公開されると発表されたが、再度延期になり、2022年8月12日に公開されることが発表された。
Netflixは、本作を含む今後公開される映画を、劇場公開や家庭用メディアの発売後に独占的に配信する権利について、ソニーと契約を結んだ。
最終的に、中国を除く全世界の公開権がNetflixに売却され、劇場公開はされないことになった。Netflixでは2022年6月24日に配信した。